# Levene Gouldin & Thompson Tennis Challenger 1994
Il Levene Gouldin & Thompson Tennis Challenger 1994 è stato un torneo di tennis facente parte della categoria ATP Challenger Series nell'ambito dell'ATP Challenger Series 1994. Il torneo si è giocato a Binghamton negli Stati Uniti dall'8 al 14 agosto 1994 su campi in cemento.

## Vincitori

### Singolare
Leander Paes ha battuto in finale  David Witt con il punteggio di 6–4, 6–2

### Doppio
David DiLucia /  Chris Woodruff hanno battuto in finale  Neville Godwin /  Scott Sigerseth con il punteggio di 4–6, 6–4, 6–3